# Mistrzostwa Świata w Gimnastyce Sportowej 1922
7. Mistrzostwa świata w gimnastyce sportowej, które odbyły się w jugosłowiańskim mieście Lublana w 1922 roku.

## Tabela medalowa
| Poz. | Państwo        | Złota | Srebra | Brązy | Łącznie |
| ---- | -------------- | ----- | ------ | ----- | ------- |
| 1    | Królestwo SHS  | 6     | 6      | 1     | 13      |
| 2    | Czechosłowacja | 6     | 3      | 0     | 9       |
| 3    | Francja        | 0     | 0      | 1     | 1       |

## Zawody drużynowe
| Miejsce | Zawodnik | Punkty  |
| ------- | --- | ------- |
| 1       | Czechosłowacja · Stanislav Indruch, Miroslav Karásek, Miroslav Klinger, Josef Malý, František Pecháček, František Vaněček | 773,000 |
| 2       | Królestwo SHS · Stane Derganc, Slavko Hlastan, Leon Štukelj, Peter Šumi, Vladimir Simončič, Stane Vidmar                  | 764,000 |
| 3       | Francja · Jean Gounot, Louis Marty, Jacques Moser, Robert Morin, Alexandre Pannetier, Marco Torrès                        | 636,000 |

## Wielobój indywidualnie
| Miejsce | Państwo        | Zawodnik           | Punkty  |
| ------- | -------------- | ------------------ | ------- |
| 1       | Królestwo SHS  | Peter Šumi         | 135,250 |
| 1       | Czechosłowacja | František Pecháček | 135,250 |
| 3       | Królestwo SHS  | Stane Derganc      | 132,250 |

## Ćwiczenia na koniu z łękami
| Miejsce | Państwo        | Zawodnik          | Punkty |
| ------- | -------------- | ----------------- | ------ |
| 1       | Czechosłowacja | Miroslav Klinger  | 19,250 |
| 2       | Królestwo SHS  | Leon Štukelj      | 19,000 |
| 2       | Królestwo SHS  | Peter Šumi        | 19,000 |
| 2       | Czechosłowacja | Stanislav Indruch | 19,000 |

## Ćwiczenia na kółkach
| Miejsce | Państwo        | Zawodnik         | Punkty |
| ------- | -------------- | ---------------- | ------ |
| 1       | Królestwo SHS  | Leon Štukelj     | 19,750 |
| 1       | Królestwo SHS  | Peter Šumi       | 19,750 |
| 1       | Czechosłowacja | Josef Malý       | 19,750 |
| 1       | Czechosłowacja | Miroslav Karásek | 19,750 |

## Ćwiczenia na poręczach
| Miejsce | Państwo        | Zawodnik          | Punkty |
| ------- | -------------- | ----------------- | ------ |
| 1       | Królestwo SHS  | Leon Štukelj      | 20,000 |
| 2       | Królestwo SHS  | Stane Derganc     | 19,000 |
| 2       | Królestwo SHS  | Stane Vidmar      | 19,000 |
| 2       | Królestwo SHS  | Vladimir Simončič | 19,000 |
| 2       | Czechosłowacja | Miroslav Klinger  | 19,000 |
| 2       | Czechosłowacja | Stanislav Indruch | 19,000 |

## Ćwiczenia na drążku
| Miejsce | Państwo        | Zawodnik         | Punkty |
| ------- | -------------- | ---------------- | ------ |
| 1       | Królestwo SHS  | Leon Štukelj     | 20,000 |
| 1       | Królestwo SHS  | Peter Šumi       | 20,000 |
| 1       | Czechosłowacja | Miroslav Klinger | 20,000 |